# Palacio de los Villagómez (Valladolid)
El palacio de los Villagómez es un palacio renacentista de comienzos del siglo XVII situado en la calle de Fray Luis de León de Valladolid (Castilla y León, España). Pertenece desde mediados del siglo XX a la Congregación de las Hijas de Jesús, al igual que el Palacio de los Escudero-Herrera, siendo ambos colindantes.

## Descripción

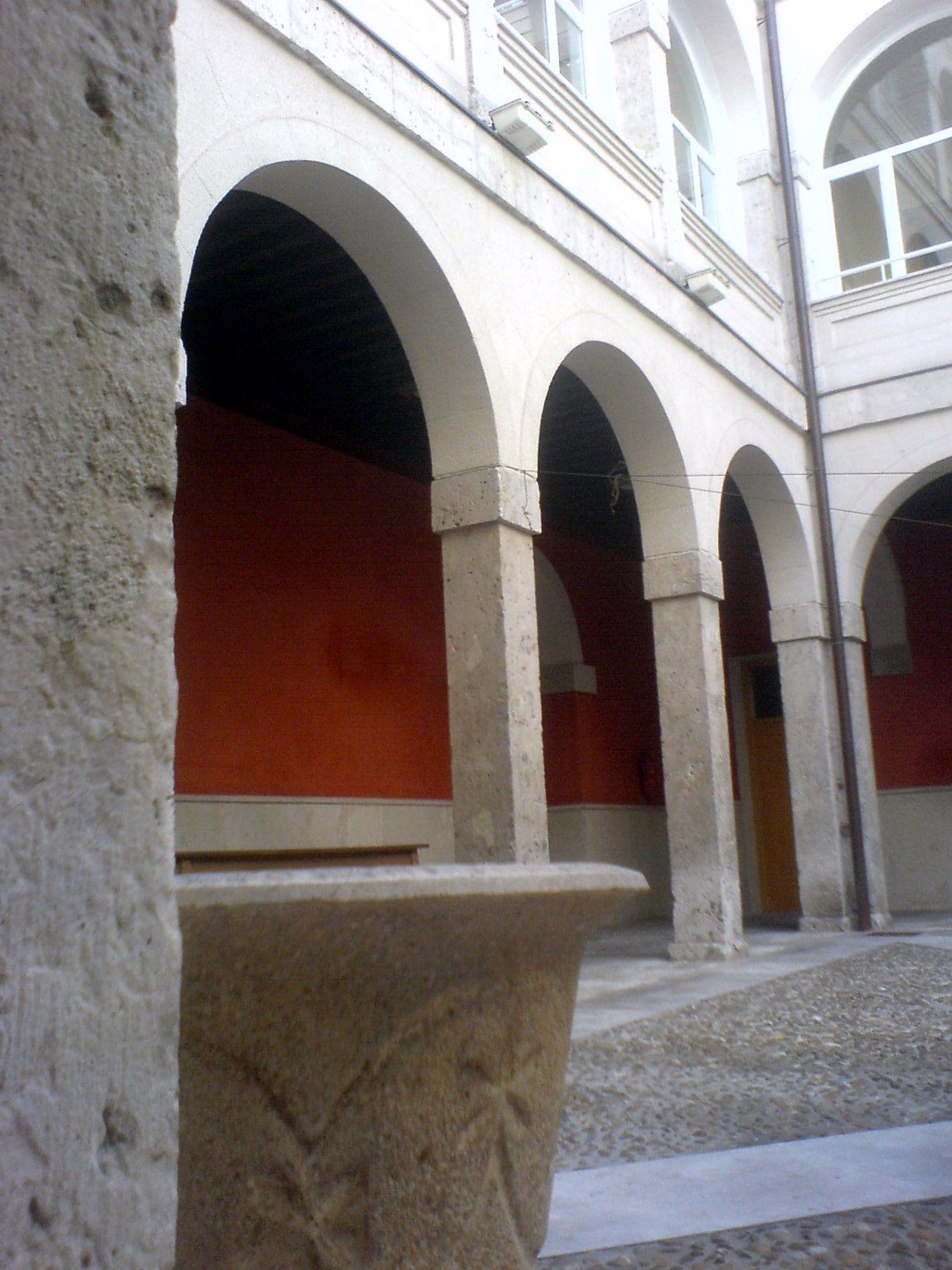
Arcos de medio punto del interior del patio soportados por pilares

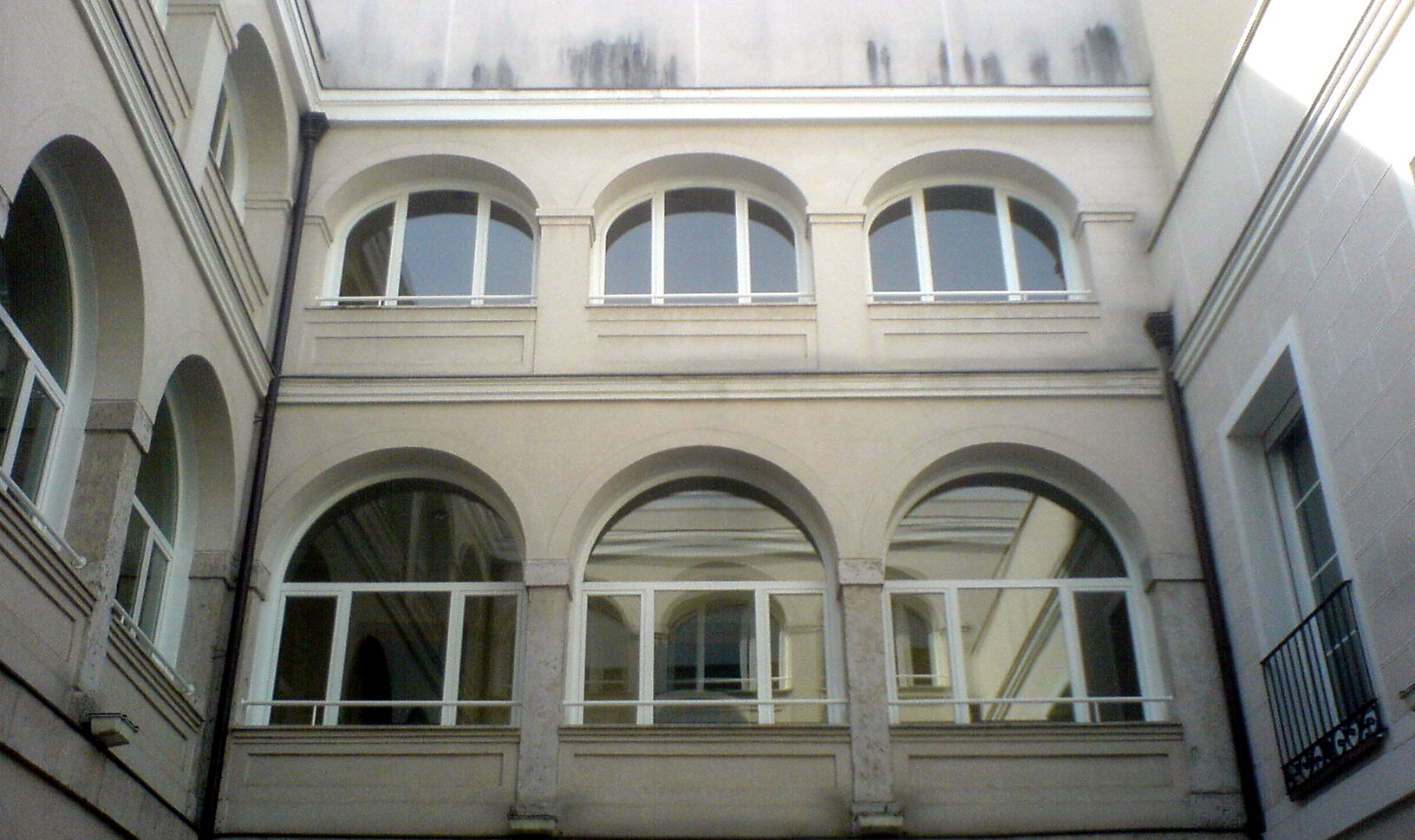
Detalle de los pisos superiores del patio, acristalados y con el lado norte totalmente cubierto

Su portada es adintelada y está rematada con pináculos en forma de pirámide. Sobre la puerta, destaca un escudo de gran tamaño de los Villagómez, dueños del palacio.
En su interior, se encuentra un patio renacentista de arcos de medio punto sujetados por pilares y no por columnas. Dicho patio, de dos pisos, tiene la pared que se orienta al norte totalmente tapiada, algo característico de los palacios de Valladolid. Destaca también su escalera monumental.

## Usos
El palacio ha sido utilizado como centro educativo, junto al contiguo Palacio de los Escudero-Herrera, desde que la Congregación de las Hijas de Jesús lo adquiriera a mediados del siglo XX. Fue restaurado en profundidad a finales de los años 1990, siendo modificada su estructura para adaptarlo plenamente a las necesidades de la comunidad educativa. Desde entonces, el Palacio ha sido sede de exposiciones y de clases temporales de la Universidad de Valladolid.